# Amauroderma auriscalpium
Amauroderma auriscalpium är en svampart som först beskrevs av Christiaan Hendrik Persoon, och fick sitt nu gällande namn av Camillo Torrend 1920. Amauroderma auriscalpium ingår i släktet Amauroderma och familjen Ganodermataceae.   Inga underarter finns listade i Catalogue of Life.